# Alliance pour une révolution verte en Afrique
 (juillet 2023).
L'Alliance pour une révolution verte en Afrique (en anglais : Alliance for a Green Revolution in Africa ou AGRA), est une association à but non lucratif qui vise à faire passer l'agriculture africaine d'un modèle de subsistance à des entreprises solides qui améliorent les moyens de subsistance des ménages agricoles du continent,.
L'AGRA a son siège à Nairobi, au Kenya, d'où une équipe de scientifiques, d'économistes et de chefs d'entreprise africains soutient ses opérations dans les pays et auprès des gouvernements africains.
L'organisation est financée par la Fondation Bill-et-Melinda-Gates et la Fondation Rockefeller.

## Historique
L'AGRA est fondée en 2006 en Afrique, et conçue comme une fondation basée en Afrique et dirigée par l'Afrique, qui travaille dans le cadre du Programme détaillé de développement de l'agriculture africaine (PDDAA), le cadre politique de l'Afrique pour la transformation agricole, la création de richesses, la sécurité alimentaire et la nutrition, la croissance économique et la prospérité,.
L'ancien secrétaire général des Nations unies, Kofi Annan, est le premier président de l'organisation jusqu'en 2013, date à laquelle le fondateur d'Econet Wireless, Strive Masiyiwa, lui succède,. Le mandat de Masiyiwa s'achève en 2019. L'ancien Premier ministre éthiopien Haile Mariam Dessalegn le remplace. L'organisation est dirigée en 2023 par l'agronome rwandaise Agnes Matilda Kalibata, qui occupe ce poste depuis 2014. Elle est secondée par Fadel Ndiame,.
En 2019, l'AGRA compte 211 employés de 24 nationalités différentes, parmi lesquels 42 % de femmes et 58 % d'hommes. Environ 61 % des employés de l'AGRA sont des techniciens[pas clair].

## Objectif et stratégie
L'objectif initial de l'AGRA était de doubler les rendements et les revenus de 30 millions de ménages de petits exploitants dans 11 pays d'ici la fin 2021. L'impact de l'organisation devait porter sur :
- 9 millions de ménages de petits exploitants agricoles, qui bénéficieraient d'une sécurité alimentaire accrue grâce aux interventions directes de l'AGRA.
- 21 millions de ménages de petits exploitants agricoles qui bénéficiairent indirectement des partenariats de l'AGRA, du soutien aux gouvernements et des investissements qui débloquent l'engagement et le pouvoir du secteur privé[12].

L'AGRA donne la priorité à onze pays, faisant partie de trois écosystèmes différents,: 
- La zone de savane guinéenne : Ghana, Nigeria, Mali et Burkina Faso;
- Les hauts plateaux d'Afrique de l'Est : Éthiopie, Kenya, Ouganda, Rwanda et Tanzanie;
- La forêt de miombo : Malawi et Mozambique.

## Activités

### Stratégie d'action
La stratégie de l'AGRA est mise en œuvre à travers des interventions dans quatre domaines prioritaires : systèmes d'intrants, renforcement de la résilience, financement innovant et soutien aux politiques et aux pays.
- Systèmes d'intrants : Travailler avec les acteurs des secteurs public et privé pour développer les systèmes nécessaires à la disponibilité, à la livraison et à l'adoption durables de semences améliorées et d'engrais, en mettant l'accent sur l'acheminement de ces intrants entre les mains des agriculteurs[16].

- Renforcement de la résilience : Promouvoir des interventions qui renforcent la résilience du système de production face au changement et à la variabilité climatiques. Pour ce faire, l'AGRA essaye de développer des systèmes de commercialisation plus efficaces[Quoi ?], d'introduire des technologies post-récolte pour combler les écarts de rendement et de veiller à ce que les agriculteurs puissent vendre durablement des produits de qualité[17].

- Financement innovant : Pour permettre aux entreprises agroalimentaires locales d'accéder aux marchés, il convient de soutenir les institutions financières locales et nationales. Il s'agit notamment de fournir des financements abordables aux petits exploitants agricoles et aux PME locales[18],[19].

- Soutien aux politiques et aux pays : Soutenir les gouvernements des 11 pays ciblés[Lesquels ?] afin de renforcer les capacités nationales à approfondir et à maintenir les gains obtenus grâce aux décisions politiques et encourager des investissements significatifs de ressources publiques dans le secteur de l'agriculture.

### Partenaires
L'AGRA est guidée par ses partenaires à travers le continent, à commencer par le leadership des États africains par le biais de la coordination du Programme détaillé pour le développement de l'agriculture africaine (PDDAA) dans le cadre de la déclaration de Malabo,. L'AGRA travaille en collaboration avec des gouvernements africains, en particulier dans les onze pays dans lesquels ont lieu des opérations, à qui elle doit rendre des comptes dans le cadre de l'appropriation nationale de la direction du développement et de la gouvernance. L'AGRA travaille dans le cadre de plans de développement nationaux et de plans nationaux d'investissement dans l'agriculture. Elle travaille également en partenariat avec d'autres acteurs nationaux du secteur privé, des organisations d'agriculteurs, de la communauté universitaire et de la recherche, et de la société civile.
Les bailleurs de fonds de l’association sont en particulier les fondations Gates, Rockefeller, Ikea, l’Agence américaine pour le développement international (USaid), les gouvernements du Royaume-Uni, d’Allemagne, etc. Entre 2006 et 2021, AGRA a reçu plus de 1 milliard d’euros, dont deux tiers venaient de la fondation Gates.
L'institution dispose de bureaux dans onze pays africains, sous la direction de responsables locaux.

### Autres activités
L'AGRA est l'un des principaux organisateurs du Forum sur la révolution verte en Afrique (AGRF), une réunion annuelle qui rassemble des chefs d'État et de gouvernement, des ministres, des scientifiques, des agriculteurs, des investisseurs du secteur privé et des membres de la société civile pour échanger afin de développer l'agriculture africaine,.
L'organisation, par le biais de recherches scientifiques, cherche à développer des souches de manioc résistantes aux maladies. Le manioc génétiquement modifié serait notamment immunisé contre le virus de la striure brune du manioc et le virus de la mosaïque commune du manioc (en).
Des programmes de doctorat sont également mis en place dans des universités au Ghana et en Afrique du Sud.

## Résultats et critiques
Selon le rapport de suivi et d'évaluation semestriel 2020 de l'AGRA, 10,14 millions d'agriculteurs (76 % de l'objectif total) bénéficient des activités proposées par l'organisation et 7,72 millions d'agriculteurs ont adopté des technologies améliorées permettant d'accroître les rendements. Selon ce rapport, les agriculteurs bénéficiant du soutien de l'AGRA signalent une augmentation du nombre de mois avec un approvisionnement alimentaire suffisant, passant de 9,2 en 2016 à 11 mois en 2019.
En 2020, l'Oakland Institute suggère que l'AGRA est planifiée sans prendre en compte les voix africaines, qu'elle impose des solutions technologiques rapides à des problèmes sociaux complexes et historiquement profonds, et un régime dans lequel les agriculteurs perdront le pouvoir sur leurs propres semences et seront contraints de les racheter à de grandes entreprises année après année. Ce système peut également contribuer à la marginalisation des femmes,.
Dans une publication de 2006, l'Institute for Food and Development Policy affirme également que la faim en Afrique résulte davantage de la pauvreté que de réelles pénuries alimentaires ; les gens ne seraient pas en mesure d'acheter toute nourriture supplémentaire produite sans changements systémiques plus importants.
Dans une étude publiée en 2020, Wise trouve peu d'éléments permettant de vérifier l’impact des activités d’AGRA. Par exemple, il souligne que la croissance de la productivité des céréales a augmenté en moyenne de 18 % dans les pays AGRA au cours des 12 années du programme, contre 17 % sur la même période avant AGRA. Dans huit pays AGRA, la productivité a diminué,.
En septembre 2021, l'Alliance pour la souveraineté alimentaire en Afrique publie une lettre ouverte déclarant que l'AGRA a « échoué dans sa mission d'augmenter la productivité et les revenus et de réduire l'insécurité alimentaire ». La lettre signée par les 35 organisations membres de l’AFSA ainsi que par 165 organisations alliées, demandent au principal sponsor du programme « Green Revolution », la Fondation Bill and Melinda Gates, de cesser de financer AGRA. Elle souligne qu’AGRA a reçu plus d’un million de dollars de financement et que depuis le début du programme en 2006, le nombre de personnes souffrant de la faim dans les 13 pays, concernés par le programme, a augmenté de 30 %.
En septembre 2022, lors de sa rencontre annuelle African Green Revolution Forum, l’association a annoncé sa nouvelle strategie pour 5 ans. Une simplification du nom de l’association (ne faisant plus référence à Alliance for a Green Revolution mais uniquement à l’accronyme AGRA) et le renommage des rencontres annuelles (précédemment African Green Revolution Forum, renommées African Food Systems Forum) ont fait partie des évolutions annoncées,.

## Publications
- Africa Agriculture Status Report : une publication annuelle soulignant les principales tendances de l'agriculture africaine, les moteurs de ces tendances et les nouveaux défis auxquels les systèmes alimentaires africains sont confrontés[42].
- Food Security Monitor : Une publication mensuelle fournissant les perspectives de la sécurité alimentaire dans les pays ciblés par l'AGRA en Afrique[43].
- Rapports annuels de l'AGRA[44].